# Зелена миля (роман)
«Зелена миля» (англ. The Green Mile) — роман американського письменника Стівена Кінга, написаний 1996 року. 1996 року здобув нагороду Bram Stoker Awards. 1999 року на його основі створено однойменний фільм.

## Анотація
У в'язниці «Холодна гора» блок смертників називають Зеленою Милею. Там бачили різних ув'язнених, але одного разу на Милю привозять Джона Коффі  — величезного негра, який нібито вчинив страшний злочин — жорстоко вбив двох маленьких дівчаток. І ось, головному герою, Полу Еджкомбу та іншим співробітникам блоку належить дізнатися, що не все буває таким, яким здається. Трапляється що той, хто за ґратами, може бути кращим за того, хто зовні. А смерть може стати бажаним порятунком від тяжкого тягаря життя.

## Сюжет
Історію розповідає Пол Еджкомб, колишній наглядач федеральної в'язниці штату Луїзіана «Холодна гора», а тепер — мешканець будинку літніх людей «Джорджія Пайнз». Пол розповідає своїй подрузі Елейн Коннеллі про події, що відбулися більше 50 років тому.
1932 рік. Пол — старший наглядач тюремного блоку «Е», в якому утримуються засуджені до смертної кари на електричному стільці. У в'язниці цей блок, застелений лінолеумом кольору перестиглого лайма, називають «Зелена миля» (за аналогією з «Останньою милею», якою засуджений проходить в останній раз). В обов'язки Пола входить проведення страт. Наглядачі Гаррі Тервілліґер, Брутус Говелл і Дін Стентон, які допомагають йому в цьому, виконують свою роботу, дотримуючись негласного правила «Зеленої милі»: «Краще ставитися до цього місця, як до реанімаційної палати. Найкраще тут — тиша». Відокремлено в команді Пола стоїть наглядач Персі Ветмор. Молодий садист, боягузливий і жорстокий, він розважається, знущаючись над ув'язненими, і мріє про той день, коли особисто проведе страту. Попри загальну огиду, яку він викликає на «Зеленій милі», Персі відчуває себе в цілковитій безпеці — він племінник дружини губернатора штату.
На момент розповіді в блоці «Е» очікують на страту два смертники — індіанець племені черокі Арлен Біттербак на прізвисько «Вождь», засуджений до смерті за вбивство в п'яній бійці, і Артур Фландерс на прізвисько «Президент», який отримав вирок за вбивство власного батька з метою отримання страхових виплат. Після того як Вождь проходить «Зеленою милею» і сідає на «Старого Іскруна» (англ. Old Sparky) (так називають у в'язниці електричний стілець), а Президента переводять в блок «C» для відбування довічного ув'язнення, до блоку «E» прибуває француз Едуард Делакруа, засуджений до смерті за зґвалтування і вбивство дівчини і ненавмисне вбивство ще шести чоловік. Другим прибуває Джон Коффі, темношкірий чоловік понад два метри ростом і вагою близько 200 кілограмів, за поведінкою радше схожий на розумово відсталу дитину, ніж на дорослу людину. У супровідних документах вказано, що Джон Коффі визнаний винним у зґвалтуванні і вбивстві двох дівчаток-близнючок Кеті і Кори Деттерик.
У цей час на «Зеленій милі» з'являється маленьке мишеня. Невідомо звідки взявшись у в'язниці, воно щоразу несподівано з'являється і зникає, демонструючи розум і кмітливість, не властиву мишам. Персі Ветмор кожного разу впадає в сказ за появи мишеняти; він намагається його вбити, але той завжди встигає вислизнути. Незабаром Делакруа вдається приручити мишеня, і він дає йому ім'я «Містер Джинґлз». Звірятко стає улюбленцем усієї «Милі». Отримавши дозвіл залишити мишеня в камері, Делакруа навчає його різним трюкам. Єдиний, хто не поділяє загального ставлення до мишеняти — Персі Ветмор. Третім до блоку «Е» прибуває ув'язнений Вільям Вортон, також знаний як «Крихітка Біллі» і «Дикий Білл». Засуджений за грабіж і вбивство чотирьох осіб, Вортон, щойно прибувши до блоку, мало не вбиває Діна своїми наручниками, а в камері починає вести себе антисоціально і всіляко дратувати наглядачів блоку.
Пол — близький друг начальника в'язниці Хола Мурза. У родині Мурза трагедія — у його дружини Мелінди виявлена неоперабельна пухлина мозку. Надії на одужання немає, і Мурз ділиться з Полом своїми переживаннями. У самого Пола також проблеми зі здоров'ям, у нього запалення сечового міхура. Саме хвороба Пола дозволяє Джону Коффі проявити свої надприродні здібності. Доторкнувшись до Пола, Джон Коффі поглинає хворобу як якусь субстанцію, а потім випускає її з себе у вигляді хмари пилу, схожої на комах. Дивовижне зцілення змушує Пола сумніватися у винуватості Джона Коффі. На його думку, Господь не міг наділити таким даром дітовбивцю.
Тим часом атмосфера в блоці «Е» згущується. Вортон підстерігає Персі Ветмора, що втратив обережність, притягує його через ґрати і цілує у вухо. Від переляку Персі мочиться в штани, а Делакруа, який спостерігав цю сцену, не зміг втриматися від сміху. В якості помсти за своє приниження Персі вбиває Містера Джинґлза, але Джон Коффі знову проявляє свій дар і повертає мишеня до життя. Пол і Брутус, обурені поведінкою Персі, вимагають, щоб той забирався з «Милі». Персі ставить умову — якщо йому дозволять керувати стратою Делакруа, він переведеться в психіатричну лікарню «Брайр-Рідж», робота в якій вважається для наглядача престижною. Не вбачаючи іншого шляху позбавитися Персі Ветмора, Пол погоджується. Страта Делакруа перетворюється на кошмар, Персі навмисно не вмочив губку в соляний розчин, через що Делакруа буквально згорів живцем. «Містер Джинґлз» під час страти Делакруа зникає з блоку.
Для Пола це стає останньою краплею. Розуміючи, що Мелінді Мурз, так само, як і Джону Коффі, жити залишилося зовсім небагато, він наважується на відчайдушний крок — таємно вивезти з в'язниці засудженого до страти ув'язненого для того, щоб врятувати вмираючу жінку. Брутус, Дін і Гаррі погоджуються допомогти Полу. Підігнавши до блоку «Е» вантажівку, одягнувши в гамівну сорочку насильно замикають Персі в карцер, і приспавши «Дикого Білла», наглядачі з величезною обережністю садять туди Джона Коффі і вирушають до дому начальника в'язниці. Джон зцілює Мелінду. Але, поглинувши пухлину, Коффі не може позбутися її сам, як робив до цього, йому стає погано. Ледь живого, його знову садять до вантажівки і повертають на «Милю». Звільнившись від гамівної сорочки, Персі починає погрожувати Полу й іншим наглядачам, що змусить їх заплатити за скоєне. Він занадто близько підходить до камери Джона Коффі, і той хапає його крізь ґрати. На очах наглядачів Джон видихає поглинену пухлину в Персі Ветмора. Збожеволівши, Персі підходить до камери «Дикого Білла», вихоплює револьвер і всаджує шість куль у сплячого Вортона.
Джон Коффі пояснює приголомшеному Полу причини свого вчинку — саме Дикий Білл був справжнім вбивцею Кеті і Кори Деттерик, і тепер його наздогнала заслужена кара. Розуміючи, що йому належить стратити невинну людину, Пол пропонує Джону випустити його. Але Джон відмовляється: він хоче піти, тому що втомився від людської злоби і болю, яких у світі занадто багато і які він відчуває разом з тими, хто страждає через них. Згнітивши серце, Полу доводиться провести Джона Коффі «Зеленою милю». Його страта стає останньою, яку проводять Пол і його друзі. Розслідування смерті Дикого Білла доходить висновку, що причиною події стало раптове божевілля наглядача. Персі Ветмора, як і передбачалося, переводять в «Брайр-Рідж», але не як працівника, а як пацієнта.
На цьому Пол завершує свою розповідь. Елейн, яка вже давно жила поруч з ним в будинку для літніх людей і вважала його своїм ровесником, питає: якщо на момент описуваних подій (в 1932 році) у Пола було двоє дорослих дітей, то скільки ж років зараз йому самому, в 1996 році? Відповідь Пола вражає Елейн — він показує їй мишу, стару і немічну, але живу. Це «Містер Джинґлз», якому зараз 64 роки. Самому Полу 104 роки. Надприродний дар Джона Коффі дав довге життя їм обом, але Пол вважає своє довголіття прокляттям за вбивство безневинної людини. Він залишився зовсім самотній — всі його рідні та близькі давно померли, а він продовжує жити. І житиме щонайменше ще півтори тисячі років.
Останні слова Пола:
|  | Ми всі помремо. Без винятку. Але — Господи! — іноді Зелена миля здається такою довгою... Оригінальний текст (англ.) We each owe a death, there are no exceptions, but sometimes, oh God, the Green Mile is so long... |

## Зміст
1. Дві мертві дівчинки / The Two Dead Girls (1996)
2. Миша на милі / The Mouse on the Mile (1996)
3. Руки Коффі / Coffey's Hands (1996)
4. Погана смерть Едуарда Делакруа / The Bad Death of Eduard Delacroix (1996)
5. Нічна подорож / Night Journey (1996)
6. Коффі на милі / Coffey on the Mile (1996)

## Переклади українською
- Стівен Кінг. Зелена миля. Переклад з англійської: Олена Любенко. Харків: КСД, 2017. 432 стор. ISBN 978-617-12-4301-9
- Стівен Кінг. Зелена миля. Переклад з англійської: Олександр Пузиренко. Київ: Гуртом, 2017. — 700 с.